# 吴常信
吴常信（1935年11月—），男，浙江鄞县人，中国动物遗传育种学家，中国科学院院士。

## 生平
1957年，毕业于北京农业大学（现中国农业大学）畜牧系。
1979年至1981年间，在英国爱丁堡大学留学，主攻动物遗传育种学。
1993年，任北京农业大学动物科技学院院长。1995年，任中国农业大学动物科技学院院长。1995年，当选为中国科学院院士。

## 社会兼职
曾任中国畜牧兽医学会理事长，中国马业协会理事长，世界家禽学会中国分会主席，世界“遗传学应用于畜牧生产大会”国际委员会委员。